# Суаи
Суаи (порт. Suai) — город на юго-западе Восточного Тимора. Административный центр округа Кова-Лима. Расположен в 138 км к юго-западу от столицы страны, города Дили, в нескольких километрах от побережья Тиморского моря, на высоте 13 м над уровнем моря.
Население Суаи по данным на 2010 год составляет 8243 человека.
6 сентября 1999 года в ходе кампании насилия, организованной для подрыва Референдума по самоопределению Восточного Тимора проиндонезийские боевики Aitarak Эурику Гутерриша устроили резню в церкви города Суаи. Жертвами резни стали около 200 человек.

## Города-побратимы
- Порт-Филлип, Австралия[4]